# Theriakísio (ort i Grekland, Västra Grekland)
Theriakísio är en ort i Grekland.   Den ligger i prefekturen Nomós Aitolías kai Akarnanías och regionen Västra Grekland, i den centrala delen av landet, 250 km nordväst om huvudstaden Aten. Theriakísio ligger 745 meter över havet och antalet invånare är 180.
Terrängen runt Theriakísio är kuperad åt sydväst, men åt nordost är den bergig.Runt Theriakísio är det glesbefolkat, med 10 invånare per kvadratkilometer. Närmaste större samhälle är Menídi, 8,8 km sydväst om Theriakísio. I omgivningarna runt Theriakísio växer i huvudsak blandskog.